# Erland Spens
Erland Fredrik Spens, född den 17 september 1911 i Ulricehamn, död den 15 april 1991 i Stockholm, var en svensk greve och jurist. Han var son till Carl-Vilhelm Spens.
Spens avlade studentexamen i Skara 1930, examen från Göteborgs handelsinstitut 1931 och juris kandidatexamen vid Uppsala universitet 1936. Han genomförde tingstjänstgöring i Östersysslets domsaga 1936–1939 och tjänstgjorde i Svea hovrätt 1939–1940. Spens övergick till  kammarrätten 1940 och blev assessor där 1945. Han var tillförordnad föredragande i regeringsrätten och regeringsrättssekreterare i finansdepartementet 1947–1955 och kammarrättsråd 1955–1978. Spens blev riddare av Nordstjärneorden 1959 och kommendör av samma orden 1973.